# Бенасерраф, Барух
Барух Бенасерраф (англ. Baruj Benacerraf; 29 октября 1920, Каракас — 2 августа 2011, Бостон) — американский врач-иммунолог. Лауреат Нобелевской премии по физиологии и медицине 1980 года за открытие главного комплекса гистосовместимости, группы генов, отвечающих за распознавание чужеродных веществ и развитие иммунного ответа.
Разделил премию с Жаном Доссе и Джорджем Снеллом.
Член Национальной академии наук США (1972), удостоен Национальной научной медали США (1990).

## Биография
Родился в обеспеченной сефардской еврейской семье. Его отец происходил из Марокко (Тетуан) и получил французское образование в Алжире, где и женился; поэтому когда будущему учёному исполнилось 5 лет, семья переехала в Париж. Здесь они оставались вплоть до Второй мировой войны, но в 1939 году вернулись в Венесуэлу.
Для получения хорошего образования Бенасерраф в 1940 году поехал в Нью-Йорк, где поступил в Колумбийский университет и в 1942 году получил там степень бакалавра наук. Желая далее изучать биологию и медицину и испытывая сложности с поступлением в медицинскую школу для этого — получив отказы от многих вузов (по его собственным словам, в связи с его происхождением), поступил в медицинский колледж Виргинии, и, как все медицинские студенты того времени, был призван в армию. Став врачом, Бенасерраф с 1946 года служил 2 года армейским врачом в части, расквартированной в Нанси (Франция).
После армии решил заняться научной деятельностью, в частности его интересовала иммунология и в особенности гиперчувствительность, так как он сам страдал астмой. Два года (1948—1949) он проработал в Нейрологическом институте при школе врачей и хирургов Колумбийского университета, где занимался иммунохимией и иммунологией. После этого он 6 лет работал в Госпитале Бруссе (Париж), изучая ретикуло-эндотелиальную систему, но, в конце концов, в 1956 году вновь вернулся в США.
В медицинской школе Нью-Йоркского университета Бенасерраф изучал механизм гиперчувствительности, а также клеточную и гуморальную гиперчувствительность. Эти работы привели к открытию, за которое он получил позже Нобелевскую премию. В 1968 году он получил позицию в Национальном институте аллергии и инфекционных заболеваний в Бетесде, а в 1970 году стал заведующим отдела патологии Гарвардского университета, где продолжал заниматься иммунным ответом.
В 1980 году ему была присуждена Нобелевская премия за открытие главного комплекса гистосовместимости, который отвечает за развитие иммунного ответа организма на чужеродный белок. В последние годы работал в Онкологическом институте Дана-Фарбера в Бостоне.
В 1983 году он стал одним из 42-х членов-основателей, в том числе одним из девяти Нобелевских лауреатов, Академии наук стран третьего мира, ныне Всемирной академии наук (TWAS). Подписал «Предупреждение учёных человечеству» (1992).
Член Американской академии искусств и наук (1972). Почётный член Скандинавского общества иммунологии (Scandinavian Society of Immunology) (1972) и British Society for Immunology. Почётный доктор ряда вузов, в том числе университетов Гарварда (1992), Бордо (1993) и Вены (1995, Hon MD), Нью-Йорка (1981) и Колумбийского университета (1985), а также Института Вейцмана (1989).

## Семья
- Жена (с 1943 года) — Аннет Бенасерраф (урождённая Дрейфус, 1922—2011), происходила из семьи Альфреда Дрейфуса и приходилась племянницей лауреату Нобелевской премии в области физиологии и медицины Жаку Моно;[4] автор книги о истории своей семьи «L’odyssée d’une jeune fille de bonne famille» (1997).
  - Дочь — Берил Рика Бенасерраф (1949—2022)[5], автор трудов в области пренатальной ультрасонографии, профессор рентгенологии в медицинской школе Гарвардского университета (её муж — профессор и заведующий кафедрой сердечно-сосудистых заболеваний того же университета Питер Либби)[6].
- Брат — Пол Джозеф Саломон Бенасерраф (род. 1931), американский философ, известный главным образом своими работами по философии математики.